# 창기중학교
창기중학교(倉基中學校)는 충청남도 태안군 안면읍 창기리에 있었던 공립 중학교이다.

## 학교 연혁
- 1984년 12월 1일 : 9학급 설립 인가
- 1985년 3월 14일 : 개교(9학급 636명)
- 2020년 9월 1일 : 제23대 김응현 교장 취임
- 2022년 1월 5일 : 제34회 졸업식(3명, 총 1,643명)
- 2022년 3월 2일 : 2022학년도 입학식(4명)
- 2023년 1월 .     : 제35회 졸업식(3명, 총 1,649명)
- 2023년 3월 1일 : 제24대 윤희송 교장 취임
- 2024년 2월 29일 : 39년만에 폐교[2]

## 참고 자료
- 창기중학교 - 한국교육학술정보원 학교알리미